# Terminus, les étoiles
 (juillet 2014).
Si vous disposez d'ouvrages ou d'articles de référence ou si vous connaissez des sites web de qualité traitant du thème abordé ici, merci de compléter l'article en donnant les références utiles à sa vérifiabilité et en les liant à la section « Notes et références ».
 (juillet 2014).
- Si vous ne connaissez pas le sujet, laissez ce bandeau (vous pouvez alors contacter les auteurs).
- Si vous supprimez le contenu mis en cause (vous pouvez préalablement contacter les auteurs),

argumentez précisément cette suppression dans la page de discussion
(un manque de référence n'est pas un argument ; une recherche réelle de référence doit avoir été effectuée, être formellement documentée).
Terminus, les étoiles est un roman de science-fiction d’Alfred Bester publié en Grande-Bretagne sous le titre Tiger! Tiger! en 1956, puis aux États-Unis sous le titre The Stars My Destination en 1956-1957. Il a été traduit en français et publié en 1958.

## Résumé
Situation initiale : par hasard, l’humanité s’est découverte un talent caché, le « tranzitt », ou faculté de téléportation par la force de l’esprit. L’application de cette faculté bouleverse les structures sociales, économiques et politiques des planètes et satellites habités du système solaire. Les quelques pages apocalyptiques écrites par Bester au début de son livre semblent une étonnante annonce prémonitoire des effets de la mondialisation au début du XXIe siècle : délocalisations, épidémies, guerre pour les matières premières,… Et pourtant, le « tranzitt » est limité par les imperfections humaines, l’espace lui est interdit. C’est alors que « commence l’histoire vengeresse de Gulliver Foyle ».
Première partie. Le mécanicien Gullyver Foyle, trente ans, géant lymphatique, inculte, sans ambition, dérive dans l’espace depuis cent soixante dix jours, seul survivant dans son astronef, le Nomade, détruit lors d’un combat. Gully Foyle devrait être mort, mais il a un fort instinct de survie, et quand un navire spatial appartenant à sa propre société, le Vorga, finit par passer à proximité du sien, il réussit à faire le signal prévu pour signaler sa présence. Le Vorga examine son astronef, puis disparaît, l’abandonnant. Gully Foyle, l’homme ordinaire, n’existe plus. Il décide de se venger, et pour cela il doit commencer à penser. Gully Foyle se met à inventer des moyens pour s’en sortir. Cela devrait être impossible, mais son vaisseau repart et les naufragés insensés d’un astéroïde oublié (les Sargassiens, le peuple scientifique) le recueillent, lui donnent une femme et le défigurent rituellement. C’est une étape vers son retour au monde dit civilisé, et vers sa vengeance.
La suite du récit est un ensemble d’épisodes picaresques. Gulliver Foyle cherche à détruire le « Vorga ». Il est mis en prison au fond du gouffre Martel par un grand patron, Dagenham, car Foyle « sait » quelque chose (mais quoi ?). Celui-ci ne parle pas (sa force de vengeance interne est très forte). Il est éduqué en prison par une prisonnière, Jisbella. Ils sont les premiers prisonniers à s’évader de cette prison. Mais Foyle est défiguré et doit trouver les fonds pour exploiter « ce qu’il sait ». Il doit à la fois fréquenter des personnages douteux (médecins marrons, gangsters) et fuir toutes les forces de police alors qu’il est fragilisé. Il retourne sur l’asteroide des Sargasses pour retrouver ce qu’il sait et ne dit pas.
Deuxième partie : Foyle est devenu Fourmyle de Céres, un clown richissime, propriétaire d’un cirque célèbre, instruit par des leçons sous hypnose, et il se fait guider par Robin, une « télépathe-émettrice » noire très cultivée, elle-même en danger et à la recherche de sa famille disparue. Foyle recherche avec obstination et beaucoup d’argent les témoins du Vorga. Il fréquente ainsi aussi bien les grands de ce monde, comme Presteign de Presteign, le magnat propriétaire du « Vorga », que les bas fonds d’une société puritaine et dégénérée. Dans cette société, les religions organisées sont interdites, mais l’industrie du divertissement et la société du spectacle sont reines. Les techniques les plus sophistiquées sont mises au service de structures tyranniques, et les guerres atomiques font rage. Foyle a beaucoup d’adversaires, mais aussi des anges gardiens, ses autres lui-mêmes. Et l’arrière-plan est apocalyptique.
La quête de Gully Foyle s’accélère. Il tombe amoureux d’Olivia Presteign, la sublime fille albinos du magnat, la « vierge de neige », aveugle dans le visible mais qui voit les autres rayonnements qui lui offrent des spectacles extraordinaires. Foyle a bientôt à ses trousses toutes les forces de l’Univers. Il subit des guerres atomiques, il descend dans plusieurs enfers, et il découvre plusieurs mystères qui ne concernent pas que lui.

## Sous-entendus littéraires
L'autre titre du roman, Tiger! Tiger!, ferait référence à un poème de William Blake, The Tiger : « TIGER, tiger, burning bright / In the forests of the night, /What immortal hand or eye / Could frame thy fearful symmetry ? », que l’on peut associer aux injures de Jisbella contre son compagnon trop violent : « Vampire ! Menteur ! Satyre ! Tigre ! Gully Foyle, le cancer qui marche. » (p. 98) ou à la description du visage de Foyle en fureur : « le tatouage venait de réapparaitre, rouge sang sur la peau blanche, véritable masque de tigre par la couleur autant que par le dessin » (p. 105). Le titre le plus connu, The Stars my Destination, s’inspire de comptines anglaises.
Le récit satirique de Bester a des références littéraires diverses : le nom du héros (grand voyageur) renvoie aux Voyages de Gulliver de Jonathan Swift et l’astéroïde des Sargasses doit peut être sa philosophie à celle de l’île volante de Laputa. On cite souvent Le Comte de Monte-Cristo d’Alexandre Dumas, à cause du thème général (la vengeance) ou d’épisodes précis (l’éducation en prison) ou du personnage de Robin qui rappelle celui d’Haydée. Mais on peut aussi ajouter Victor Hugo à cause de la défiguration du héros par les Sargassiens, comme Gwynplaine, le héros de L'Homme qui rit, est défiguré par les « Comprachicos ». Mais le Joker de Batman est peut-être un intermédiaire entre Gwynplaine et Gulliver Foyle. Jules César de Shakespeare est cité.
Le scénario du naufragé, ignoré par les navires de passage, est venu d'un article du National Geographic Magazine, histoire que Bester avait lue, dans laquelle un naufragé au cours de la Seconde Guerre mondiale avait survécu quatre mois sur un radeau dans le Pacifique. Les navires étaient passés sans le chercher, parce que leurs capitaines avaient peur que le radeau eût été un leurre pour les attirer vers des torpilles sous-marines japonaises.
Selon Alfred Bester, il s'agirait en fait de l'histoire du marin chinois Poon Lim qui a survécu 133 jours en mer, après que son navire ait été coulé par un sous-marin, qui lui aurait servi d'inspiration.

## Analyse
La structure générale du livre est celle du récit d'aventures épiques (Foyle, Jisbella et Robin sont des héros « incassables ») où les épisodes bourrés d'idées se percutent à grande vitesse, mais le ton est souvent celui du comique, d'un « comique furieux » : Bester est un grand auteur de science-fiction sarcastique et satiriste, comme Robert Sheckley ou Fredric Brown, dans la tradition anglo-saxonne de Roald Dahl ou Saki.
Dans les années 1950, « l’âge d’or » de la science-fiction classique, les auteurs mettaient volontiers en scène des civilisations futures délirantes. On peut donner un sens politique aux scènes vécues par Foyle dans son périple. Dans la société où évolue Gulliver, les patrons des grands trusts font la loi, ils ont plus de pouvoir que les chefs d’État, ils se comportent en souverains dans leur territoire et la police est à leur service. Les conflits politiques sont des guerres entre gangs rivaux. Les « Sargassiens » peuvent être vus comme les membres d’une société totalitaires pratiquant le « body art », de même un médecin marron fabrique des « monstres », ces objets artistiques très convoités : les arts pervertis jouent un grand rôle dans ce roman. Des grands patrons mafieux sont radio-actifs. Mais derrière toutes ces guerres atomiques, on doit se rappeler que les années 1950, c’est la période de la guerre froide, et il y a aussi le souvenir des crimes de la seconde guerre mondiale.
Enfin, comme il l’a prouvé avec L'Homme démoli (1953) où il a sans doute été l’un des tout premiers auteurs de science-fiction a introduire la psychanalyse dans un roman de ce genre, Alfred Bester donne aux personnages de Terminus, les Étoiles un arrière-plan psychologique fort (névroses, psychoses, paranoïa) — et sans doute métaphysique (d’où la référence à William Blake). De ce point de vue, Bester annonce Philip K. Dick. Des critiques présentent souvent les descriptions de sociétés futures décadentes par Bester comme annonçant celles de John Brunner. Avec ces seuls deux romans de premier plan, Bester a été un des grands inventeurs de la science-fiction moderne telle qu’elle s’est développée dans les années 1960, jusqu’au mouvement « cyberpunk ». Et la fin du roman peut être comparée à 2001 d’Arthur C. Clarke et Stanley Kubrick.

## Influence sur la culture populaire
- Stephen King fait référence à Terminus les étoiles dans plusieurs ouvrages. Dans Histoire de Lisey, le roman est cité comme étant le préféré du défunt mari du principal personnage. La nouvelle L'Excursion (The Jaunt), présente dans le recueil de nouvelles Brume emprunte son titre à l'ouvrage (« jaunt » a été traduit dans les publications françaises par « tranzitt »), la nouvelle fait explicitement référence à plusieurs reprises au roman.
- La dixième chanson sur l'album Mars Audiac Quintet de Stereolab est nommé The Stars Our Destination.
- Gully Foyle fait une brève apparition en tant qu'agent de l'organisation Jurifiction dans le Monde des Livres de la série littéraire Thursday Next écrite par Jasper Fforde. Un autre roman de la série, Le Puits des histoires perdues (The Well of Lost Plots), utilise « Stars My Destination » comme titre d'un tabloïd de presse dans l'univers fictif de l'empereur Zhark.
- La chanson Tiger! Tiger! par le groupe de heavy metal Slough Feg est inspirée par Terminus les étoiles. Cette chanson est la deuxième sur l'album Hardworlder, dont la couverture représente Gully Foyle.
- Dans le jeu vidéo Deus Ex, il y a un cube de données à l'Hôtel Hilton qui répertorie les occupants. L'un des occupants est « Gully Foyle ».
- Gulliver Foyle est le titre d'une chanson de ci-fi Romance, le groupe folk de Vance Kotrla, basé à Los Angeles.
- Dans le livre Jumper de Steven Gould, le héros, David, se souvient d'une scène de Terminus, les étoiles. Dans les remerciements du même livre, l'auteur cite Terminus, les étoiles comme l'un des livres ayant nourri son inspiration.
- Dans le livre L'Homme nu de Dan Simmons, la femme du héros,  Gail, explique à son mari que 'certaines choses n'arrivent que dans des situations désespérées', en prenant comme exemple comment, dans Terminus, les étoiles, 'beaucoup de gens avaient la capacité de transiter, mais qu'une personne sur l'île pouvait l'utiliser lorsqu'il, ou elle, était en danger de mort'.

## Éditions originales[6]
- Tiger, Tiger, édition en Grande-Bretagne, 1956.
- The Stars my destination, édition aux États-Unis sous forme de feuilleton dans la revue Galaxy, 1956-1957.
- The Stars my destination, édition aux États-Unis en volume, 1957. Révision de l’édition anglaise.

## Éditions françaises
- Jusqu’aux étoiles, traduction partielle d’après l’édition dans Galaxy, en deux épisodes dans la revue Galaxie (ancienne série) : (1) juillet et (2) août 1958. Traducteur inconnu. Voir le site de Noosfere
- Terminus, les étoiles, traduit de l’américain par Jacques Papy, Éditions Denoël, Coll. « Présence du futur », no 22, 1958 (rééditions, 1982, 1990). Traduction d’après l’édition anglaise (selon Francis Valéry). Les citations avec les paginations font référence à cette édition.
- L’Homme démoli, suivi de Terminus les étoiles, traduit de l’américain par Patrick Marcel, Denoël, coll. « Lunes d'encre », 2007.
- Terminus les étoiles, traduit de l’américain par Patrick Marcel, Gallimard, coll. « Folio SF » no 413, 2012.

## Ouvrages critiques contenant une notice surTerminus, les étoiles
- Jacques Sadoul, Histoire de la science-fiction moderne, Albin Michel, 1973.
- Denis Guiot, avec la collaboration de Jean-Pierre Andrevon et George Barlow, La Science-fiction, MA édition, Le Monde de …, 1987.
- Lorris Murail, Les Maitres de la science-fiction, Bordas, Les compacts, 1993.
- Stan Barets, Le Science-fictionnaire, tome 1, Denoël, 1994.
- Francis Valéry, Passeport pour les étoiles — Guide de lecture, Folio SF, 2000.

## Adaptations
Howard Chaykin et Byron Preiss ont créé une adaptation graphique dont la première moitié a été publiée en 1979 par Baronet Publishing et la version complète - retardée en raison de la faillite de Baronet après la sortie de la version originale - par Epic Comics, une division de Marvel Comics en 1992.